# Johan Målares hus
Johan Målares hus är ett hus i Visby på Ryska gränd 22.
Byggnaden består av två sammanbyggda hus från 1200-talet. Det östra är ett tornhus med tunnvalv över bottenvåningen och två övervåningar. Det västra har två kryssvalv i bottenvåningen och en vindsvåning.